# 勘違いの工房主〜英雄パーティの元雑用係が、実は戦闘以外がSSSランクだったというよくある話〜
『勘違いの工房主～英雄パーティの元雑用係が、実は戦闘以外がSSSランクだったというよくある話～』（かんちがいのあとりえまいすたー えいゆうパーティのもとざつようがかりが、じつはせんとういがいがSSSランクだったというよくあるはなし）は、時野洋輔による日本のライトノベル。小説投稿サイト「アルファポリス - 電網浮遊都市 -」にて2016年6月より連載中。アルファポリスの「第11回ファンタジー小説大賞」で読者賞を受賞し、2019年3月からは同社より書籍版が発行されている。イラストはゾウノセが担当している。
メディアミックスとして、2019年12月17日より古川奈春によるコミカライズ版が「アルファポリス公式WEB漫画」（同社）にて連載されている。2025年4月から6月までテレビアニメが放送された。

## あらすじ
英雄パーティで雑用係として働いていた少年・クルトは、弱い敵すら倒せない役立たずと見なされ、パーティから追放されてしまう。仕事を失ったクルトはハロワを訪れ、そこで紹介されたさまざまな仕事を手伝うようになる。そんなある日、鉱夫を探していた元王家直属冒険者・ユーリシアと出会い、鉱石の採掘を手伝うことになる。また、工房主のオフィリアを手伝いに向かった際には、そこに身を匿っていたホムーロス王国第三王女・リーゼの呪いを、あっさりと解いてしまう。戦闘の適性が最低ランクだったクルトだが、それ以外の適性は測定不能を示す「SSSランク」であることが判明する。その後、リーゼ、ミミコ、オフィリアの推薦により、本人が知らぬ間に工房主（アトリエマイスター）として働くこととなった。

## 登場人物
声の項はテレビアニメ版の声優。
クルト・ロックハンス
声 - 小松未可子
主人公。かつて英雄パーティ「炎の竜牙」の雑用係であったが、戦闘の適正が無いことを理由に追い出された。適性は「戦闘のみ最低のGランク、それ以外は測定不可能を表すSSSランク」というのが本当の値だが、本人はそれを把握していない。リーゼロッテ、ミミコ、オフィリアの推薦により工房主(アトリエマイスター)となるが、クルト自身は「本当の工房主が着任するまでの代理」だと思っている。
ユーリシア
声 - 瀬戸麻沙美
元王家直属冒険者。鉱夫の募集をしていたところでクルトと出会う。出身は貴族らしい。普段は愛称の「ユーリ」と呼ばれることが多い。最初の頃は自分には女の魅力が無いと勘違いしており、クルトに褒められるたびにうろたえていた。クルトに好意を持つ一人で、作中では度々暴走するリーゼを止める役目を担っている。アクリから「ママ」と呼ばれると急にアクリに甘くなる、周囲から「クルトの妻」扱いされると赤面して固まるなど、いわゆる「チョロイン」の要素を持つ。
リーゼロッテ・ホムーロス
声 - 田中美海
ホムーロス王国第三王女。死に至る呪いをかけられていたが、クルトにより解呪された。それによりクルトのことを慕っており、「リーゼ」という愛称を用いて身を隠しながら行動を共にしている。作中でもトップクラスにイカれた女であり、ギャグ風味のヤンデレ気質の持ち主。クルトと結ばれるためには手段を選ばず、権力や権謀術数を駆使して暴走しようとする所謂「やべーやつ」である。ユーリとは互いに愛称で呼び合うほど仲良くなっており、度々抜け駆けしようとはするがもう一人くらいは仕方ないと認めている存在でもある。
シーナ
声 - 竹達彩奈
冒険者パーティ「サクラ」のメンバー。
カンス
声 - 石川界人
冒険者パーティ「サクラ」のメンバー。
ダンゾウ
声 - 江口拓也
冒険者パーティ「サクラ」のリーダー。
ミミコ
声 - 金元寿子
名誉伯爵相当の地位を持つ、宮廷魔術師。
オフィリア
声 - 田中理恵
国内に十六人しかいない、工房主(アトリエマイスター)の一人。
ミシェル
声 - 長縄まりあ
オフィリアの従者。
キルシェル
声 - 白砂沙帆
ハロワの受付嬢。
ゴルノヴァ
声 - 岡本信彦
「炎の竜牙」のリーダー。炎の魔剣を使う戦士。無駄にプライドが高く、自分が一流だと根拠のない自身に満ち溢れた傲慢な人物だが、実際は二流以下の力しかない。食事に装備の手入れに魔剣の魔力補充にと、クルトの完璧なサポートにより本来の実力以上の力を発揮できていたが、彼の目は節穴であるため全く気付いていなかった。クルトを役立たずとして追放したことでそのサポートが無くなり、仕事の失敗が続き満足な食事（クルトの超絶美味な食事に慣れると、たとえ一流レストランでも不味く感じる）も出来なくなった事で荒れ、街で暴れて捕らえに来た衛兵まで斬ったため指名手配された。
マーレフィス
声 - 早見沙織
「炎の竜牙」のヒーラー。ポラン教会の修道女。修道女にあるまじき傲慢な性格で、贅沢を好み敬虔さとは程遠い。ゴルノヴァと同じくサポートが無くなって杖の魔力が補充されなくなったことで、彼女本来の実力が露わとなりあまり仕事が出来ないヒーラーとなる。教会への納付金を支払う義務も平気で無視してきており、今までは影でクルトが支払っていたため教会に所属し続けていられたが、彼を追い出した事でその支払いが無くなって滞納し続けたため破門となる。その後、破門を解いてもらおうと縋った教会の司教の罠にはめられ呪われた状態となるが、クルトの手作りおにぎりを食べたことで解呪された。
バンダナ
声 - 吉岡茉祐
「炎の竜牙」のレンジャー。名前は偽名で本名は明かしていない。超一流の実力を持つが、普段は本当の力は隠している。その気になれば、警戒が特に厳重な牢獄や王城にすら、誰一人にも悟られる事無く容易に忍び込めるほどの隠密技術を持つ。その正体は大賢者の弟子の一人でクルトのお目付け役。クルトの存在を世間から隠すために、ボンクラ冒険者PTである「炎の竜牙」にわざと彼を編入させていた。彼の作り出す超級のアイテムも、そのほとんどを商人に売り払ったと嘘を付いて世間に出回らないようにしていた。クルトを追放したPTにもう用は無いため抜ける機会を伺っていたが、ゴルノヴァ達が勝手に自滅し始めたためにこれ幸いと離脱した。
アクリ
声 - 加隈亜衣
依頼の報酬でもらった卵から生まれた、謎の幼女。生まれた直後からある程度の幼児語を喋れるほか、謎の転移能力を持つ。クルトを「パパ」扱いするほか、ユーリやリーゼらを「ママ」、シーネを「ネーネ」と呼ぶ。
ヒルデガルド
声 - 釘宮理恵
クルトの幼馴染で、魔族の少女。
アルレイド
声 - 松田健一郎
騎士団将軍。城壁補修工事の現場監督。
ジェネリク
声 - 笠間淳
騎士団副将軍。
リクト
声 - 島﨑信長
工房主。実はリーゼが作り出した幻で実態はない。
ファントム
声 - 伏見はる香
クルトの護衛。
トリスタン・メーノルツ
声 - 伊丸岡篤
ホラン教会司教。
タイコーン辺境伯
声 - 小形満
辺境町の領主。
ファミル
声 - 福圓美里
タイコーン辺境伯の娘。老化病にかかっている。
マクダナット
声 - 石谷春貴
タイコーン辺境伯の部下。
デーモンロード
声 - 三木眞一郎
上級悪魔。
ソルフレア
声 - 生天目仁美
魔族の戦士。
スクリプター
声 - 梅原裕一郎
魔族。魔神王の配下。
ガルゲール
声 - 楠見尚己
ガルゲール料理店の店主。
ルナ
声 - 関根明良
肉饅頭屋「満月饅頭店」の娘。

## 既刊一覧

### 小説
- 時野洋輔（著）・ゾウノセ（イラスト） 『勘違いの工房主～英雄パーティの元雑用係が、実は戦闘以外がSSSランクだったというよくある話～』アルファポリス、既刊11巻（2025年4月6日現在）
  1. 2019年3月31日初版発行、ISBN 978-4-434-25747-6
  2. 2019年7月31日初版発行、ISBN 978-4-434-26303-3
  3. 2019年11月30日初版発行、ISBN 978-4-434-26785-7
  4. 2020年6月30日初版発行、ISBN 978-4-434-27333-9
  5. 2020年8月31日初版発行、ISBN 978-4-434-27776-4
  6. 2021年1月31日初版発行、ISBN 978-4-434-28400-7
  7. 2021年8月31日初版発行、ISBN 978-4-434-29271-2
  8. 2022年2月28日初版発行、ISBN 978-4-434-29994-0
  9. 2022年11月30日初版発行、ISBN 978-4-434-31164-2
  10. 2023年8月31日初版発行、ISBN 978-4-434-32488-8
  11. 2025年3月30日初版発行、ISBN 978-4-434-35495-3

### 漫画
- 時野洋輔（原作）・古川奈春（漫画）『勘違いの工房主 英雄パーティの元雑用係が、実は戦闘以外がSSSランクだったというよくある話』アルファポリス〈アルファポリスコミックス〉、既刊8巻（2025年4月6日現在）
  1. 2020年11月30日初版発行、ISBN 978-4-434-28137-2
  2. 2021年5月31日初版発行、ISBN 978-4-434-28896-8
  3. 2022年2月28日初版発行、ISBN 978-4-434-29998-8
  4. 2022年12月31日初版発行、ISBN 978-4-434-31353-0
  5. 2023年8月31日初版発行、ISBN 978-4-434-32502-1
  6. 2024年2月29日初版発行、ISBN 978-4-434-33490-0
  7. 2024年10月31日初版発行、ISBN 978-4-434-34674-3
  8. 2025年3月31日初版発行、ISBN 978-4-434-35480-9

## テレビアニメ
2024年10月にアニメ化が発表され、2025年4月から6月までTOKYO MXほかにて放送された。

### スタッフ
- 原作 - 時野洋輔[6]
- 原作イラスト - ゾウノセ[6]
- 漫画 - 古川奈春[6]
- 監督 - 石井久志[6]
- シリーズ構成 - 赤尾でこ[6]
- キャラクターデザイン - 中村深雪[6]
- プロップデザイン - 平野太郎、ほそぬまあおい
- 美術監督 - 山㟢涼奈[6]
- 色彩設計 - 長谷川美穂[6]
- 撮影監督 - 志村豪[6]
- 編集 - 近藤勇二[6]
- CGディレクター - 柴田渉
- 音響監督 - 西山寛基[6]
- 音響効果 - 野崎博樹、小林亜依里
- 音響制作 - スタジオマウス[6]
- 音楽 - 渡邉峻冶[6]
- 音楽制作 - 千石一成、前田杏子
- チーフプロデューサー - 松田大洋、太田鉄平、江波戸憲司、久保田暁、小澤文啓、宮本秀晃
- プロデューサー - 松﨑友貴、栗須貴大、桒原和也、渡邉日向子、川人憲治郎
- アニメーション制作 - EMTスクエアード[6]
- 製作 - 勘違いの工房主製作委員会

### 主題歌
「FACSTORY」
MeseMoa.によるオープニングテーマ。作詞・作曲・編曲は阿久津健太郎。
「春に消えて」
LOT SPiRiTSによるエンディングテーマ。作詞・作曲は坂元ルナ、編曲はLOT SPiRiTS。

### 各話リスト
| 話数   | サブタイトル                                                             | 脚本       | 絵コンテ     | 演出         | 作画監督 | 総作画監督                   | 初放送日      |
| ------ | ------------------------------------------------------------------------ | ---------- | ------------ | ------------ | --- | ---------------------------- | ------------- |
| 第1話  | 自己評価の低い雑用係が、実はとんでもスキルの持ち主だったというよくある話 | 赤尾でこ   | 石井久志     | 石井久志     | 遠藤省二 橋本純一 藤田和行 八木元喜 松本勝次 飯飼一幸 高橋こう平 明光                                                            | 中村深雪                     | 2025年 4月6日 |
| 第2話  | はじめての工房                                                           | 藤本冴香   | 石井久志     | 小坂春女     | 藤田和行 八木元喜 飯飼一幸 株式会社x10 光の園・アニメーション                                                                    | 橋本純一                     | 4月13日       |
| 第3話  | 彼にとっての採掘                                                         | 小豆あずき | 岩田義彦     | 佐々木こうじ | 孫善鴉 承明桂 李在鎬 GIL PRODUCTION                                                                                              | 村松尚雄 谷津美弥子          | 4月20日       |
| 第4話  | 新工房の新しい仲間                                                       | 毛利のら   | 石井久志     | 清田健       | 蕭宇庭 杜林桂 野上慎也 清田華穂 榎本彩芽 無錫星月影視動画制作有限公司                                                            | 谷津美弥子                   | 4月27日       |
| 第5話  | 四面楚歌の辺境町                                                         | 毛利のら   | 佐々木こうじ | 飯村正之     | 飯飼一幸 高橋こう平 松本勝次 本田創一 和田勝之 161 陈亮 董立则 何金龙 袁荃 罗睿 沈陶裔 全京禹 郁慧云 光の園・アニメーション      | 谷津美弥子                   | 5月4日        |
| 第6話  | 四方八方の九方目                                                         | 藤本冴香   | 山本寛       | 粟井重紀     | 飯塚葉子 佐藤桂 野馬動画 菁画舎                                                                                                  | 村松尚雄                     | 5月11日       |
| 第7話  | 不思議な卵の新米パパ                                                     | 毛利のら   | 中島深       | 佐々木こうじ | 山村俊了 藤田和行 松本勝次 八木元喜 飯飼一幸 和田勝之 石川慎亮 橋本純一 高橋こう平 龍光 瑞木晶                                   | 橋本純一                     | 5月18日       |
| 第8話  | アクリのびゅんっ                                                         | 毛利のら   | 中島深       | 小坂春女     | 和田勝之 飯飼一幸 石川慎亮 八木元喜 藤田和行 高橋こう平 牛尾優依 瑞木晶 無錫極速蝸牛動畫                                         | 山本俊了                     | 5月25日       |
| 第9話  | リーゼの告白                                                             | 小豆あずき | 石井久志     | 清田健       | 小西亜実 安斉佳実 山本径子 杜林佳 桜井木ノ実 YABES HAN HYEON JI                                                                  | 谷津美弥子                   | 6月1日        |
| 第10話 | ユーリシアのデート                                                       | 赤尾でこ   | 石井久志     | 前園文夫     | 陳亮 彭越 董立則 何金龍 袁荃 羅睿 沈陶裔 161 郁慧雲 魏麗娟 張倩茹                                                                | 橋本純一 村松尚雄            | 6月8日        |
| 第11話 | 辺境伯の秘密                                                             | 毛利のら   | 飯塚葉子     | 粟井重紀     | 飯塚葉子 佐藤桂 野馬動画 菁画舎                                                                                                  | 谷津美弥子 橋本純一 村松尚雄 | 6月15日       |
| 第12話 | 英雄パーティの元雑用係が、実は戦闘以外がSSSランクだったというよくある話  | 毛利のら   | 石井久志     | 石井久志     | 橋本純一 和田勝之 李周鉉 八木元喜 牛尾優依 石川慎亮 瑞木晶 孫善鴉 林採吉 朴恩英 尹善奎 承明桂 金星一 安永柔 金基燁 民賢淑 李昇姬 | 谷津美弥子                   | 6月22日       |

### 放送局
| 放送期間               | 放送時間                     | 放送局     | 対象地域   | 備考                                            |
| ---------------------- | ---------------------------- | ---------- | ---------- | ----------------------------------------------- |
| 2025年4月6日 - 6月22日 | 日曜 22:00 - 22:30           | TOKYO MX   | 東京都     |                                                 |
| 2025年4月8日 - 6月24日 | 火曜 2:29 - 2:59（月曜深夜） | 読売テレビ | 近畿広域圏 | 『MANPA』第2部                                  |
| 2025年4月9日 - 6月25日 | 水曜 0:00 - 0:30（火曜深夜） | BS日テレ   | 日本全域   | 製作参加 / BS/BS4K放送 / 『アニメにむちゅ〜』枠 |
|                        | 水曜 20:30 - 21:00           | AT-X       | 日本全域   | CS放送 / 字幕放送 / リピート放送あり            |

| 配信開始日    | 配信時間                   | 配信サイト |
| ------------- | -------------------------- | --- |
| 2025年3月30日 | 日曜 22:30 更新            | dアニメストア ABEMA |
| 2025年4月6日  | 日曜 22:00 更新            | DMM TV FOD HAPPY!動画 Hulu Lemino Amazon Prime Video Rakuten TV TVer U-NEXT ytv MyDo! アニメタイムズ アニメ放題 ニコニコ動画 バンダイチャンネル ムービーフルplus |
| 2025年4月7日  | 月曜 0:00（日曜深夜） 更新 | J:COM STREAM milplus TELASA |

### BD / DVD
| 巻  | 発売日            | 収録話         | 規格品番  | 規格品番  |
| 巻  | 発売日            | 収録話         | BD        | DVD       |
| --- | ----------------- | -------------- | --------- | --------- |
| BOX | 2025年8月29日予定 | 第1話 - 第12話 | KWXA-3336 | KWBA-3337 |